# Микст (пение)
Микст (от англ. mixed — смешанный) — смешанное голосообразование, при котором голос звучит на всём своём диапазоне ровно, без регистровых переходов. При таком виде голосообразования в колебаниях связок одновременно присутствуют грудной и фальцетный механизмы работы, задействованы и грудные и головные резонаторы, что на выходе позволяет голосу звучать монолитно благодаря выработанной тембральной ровности.
При разной организации микста в голосе могут преобладать фальцетный, либо грудной элементы, что зависит от процентного соотношения участия в звукообразовании грудного и головного резонаторов. Как правило за эталон берётся звучание голоса в центре диапазона, которое должно быть распространено и на его края.